# Blockumfahrung

Zeichen 590-10 StVO: Blockumfahrung

Die Blockumfahrung beschreibt in der Verkehrstechnik eine spezielle Verkehrsführung von linksabbiegenden Fahrzeugströmen. Sie kommt zur Anwendung, wenn beengte Platzverhältnisse im Straßenraum die Anlage eines Linksabbiegestreifens an einer Kreuzung oder Einmündung verhindern oder um den Verkehrsfluss an stark befahrenen Straßenabschnitten hinsichtlich einer grünen Welle nicht zu behindern. In diesem Fall wird das Linksabbiegen an der Stelle verboten und eine Blockumfahrung eingerichtet. Die Fahrzeuge werden dazu nach rechts geführt und durch anschließendes zweimaliges Linksabbiegen um den nächsten Häuserblock geleitet. Diese Verkehrsregelung wird besonders dann eingerichtet, wenn es nicht viele Linksabbieger gibt und die Verkehrsführung durch eine Seitenstraße zumutbar ist.
Werden zwei gegenüberliegende Linksabbieger über eine Blockumfahrung geleitet, entfällt deren Ampelphase. Blockumfahrungen der Nebenrichtungen können zur Leistungssteigerung der Hauptrichtung angewandt werden.